# Kalevi Kotkas
Kalevi Kotkas   (Tallinn, 10 d'agost de 1913 - Vantaa, 24 d'agost de 1983) va ser un atleta finlandès, especialista en el salt d'alçada i el llançament de disc, que va competir durant la dècada de 1930.
El 1932 va prendre part en els Jocs Olímpics d'Estiu de Los Angeles, on fou setè en la prova del llançament de disc del programa d'atletisme. Quatre anys més tard, als Jocs de Berlín, disputà dues proves del programa d'atletisme. Fou quart en la prova del salt d'alçada; mentre en la del del llançament de disc quedà eliminat en sèries. Al Campionat d'Europa d'atletisme guanyà una medalla d'or el 1934 i una de plata el 1938 en el salt d'alçada.
Va establir quatre rècords d'Europa en salt d'alçada, però dos d'ells no foren ratificats. Els rècords ratificats foren de 2,03 metres (Hèlsinki, 12 de juliol de 1936) i 2,04 metres (Göteborg, 1 de setembre de 1936). També guanyà cinc campionats nacionals de salt d'alçada i sis de llançament de disc.

## Millors marques
- Salt d'alçada. 2,04 metres (1936)
- Llançament de pes. 15.55 metres (1938)
- Llançament de disc. 51,27 metres (1937)[3]